# Dicrurus modestus
Il drongo vellutato o drongo modesto (Dicrurus modestus Hartlaub, 1849) è un uccello passeriforme appartenente alla famiglia Dicruridae.

## Etimologia
Il nome scientifico della specie, modestus, deriva dal latino e significa "modesto", con riferimento alla livrea dimessa di questi uccelli.

## Descrizione

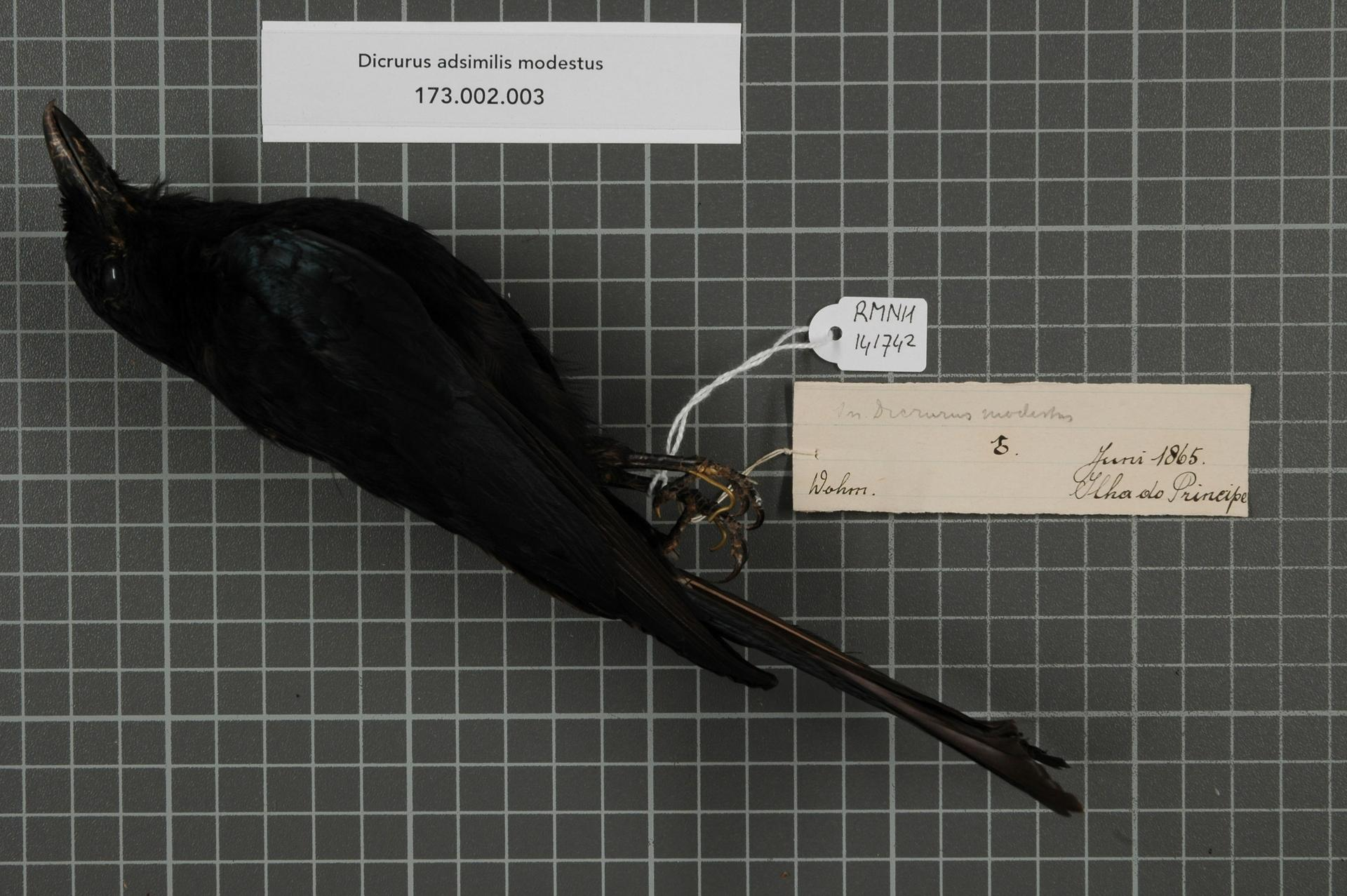
Veduta laterale di esemplare impagliato.

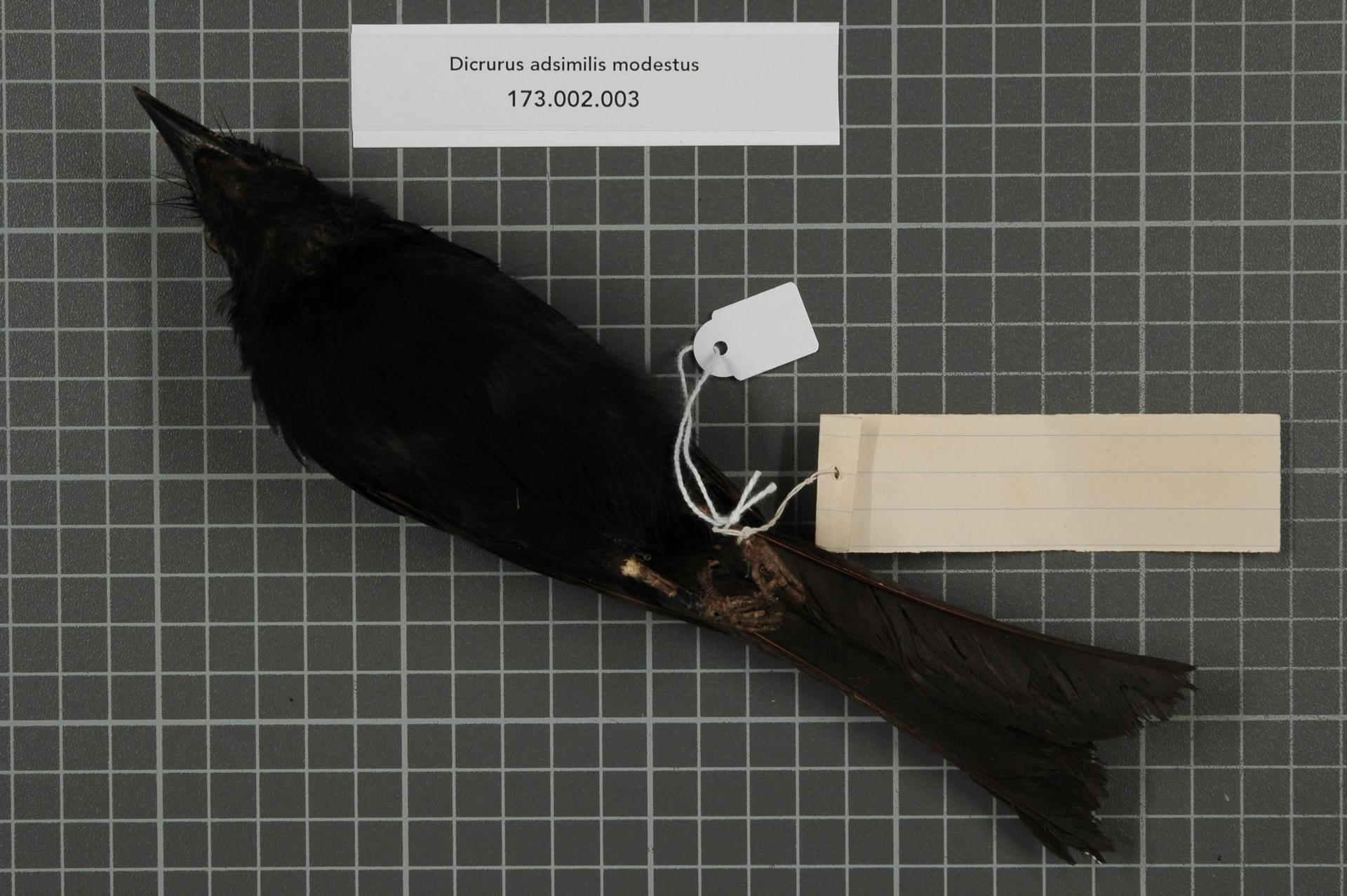
Veduta ventrale di esemplare impagliato.

### Dimensioni
Misura 24-28 cm di lunghezza, per 44-53 g di peso.

### Aspetto
Si tratta di uccelli dall'aspetto robusto e slanciato, muniti di grossa testa arrotondata, becco conico e robusto di media lunghezza, largo e dall'estremità adunca, zampe corte, lunghe ali digitate e coda lunga poco meno del corpo e dall'estremità biforcuta, con le due punte che tendono a divergere curvandosi verso l'esterno nella metà distale.
Il piumaggio si presenta interamente di colore nero e di consistenza vellutata (da cui il nome comune), con presenza di riflessi metallici di colore bluastro (ben visibili quando l'animale si trova nella luce diretta) su fronte, ali e spalle: a differenza di altre specie africane di drongo, quello vellutato non presenta piumaggio lucido, caratteristica questa che frutta alla specie il nome scientifico.

I due sessi presentano colorazione simile, risultando però distinguibili per la minore lucentezza del piumaggio della femmina, che presenta inoltre coda di lunghezza mediamente minore rispetto al maschio.
Il becco e le zampe sono di colore nero: gli occhi sono invece di colore rosso sangue.

## Biologia
Il drongo vellutato è un uccello dalle abitudini di vita essenzialmente diurne, che vive da solo o in coppie e occupa un proprio territorio che viene difeso accanitamente da eventuali intrusi, i quali vengono avvertiti vocalmente ed in seguito aggrediti fisicamente qualora non si allontanino. Questi uccelli passano gran parte della giornata tenendo d'occhio il territorio da un ramo che dona loro una buona visuale sui dintorni, pronti a piombare su eventuali prede in volo o fra i rami e il fogliame.
Il repertorio vocale del drongo vellutato è molto vario: questi uccelli sono soliti vocalizzare in special modo al mattino e nel tardo pomeriggio, emettendo un'ampia gamma di richiami che va da versi cicaleggianti e liquidi ad altri più alti e gracchianti, oltre a poter comprendere l'imitazione del verso di altre specie di uccello che vivono in zona.

### Alimentazione
Si tratta di uccelli insettivori, la cui dieta si basa su grossi insetti (principalmente cavallette, coleotteri, cicale e mantidi, ma anche termiti) ed altri invertebrati, raggiunti sia al suolo che fra i rami ed il fogliame oppure addirittura in volo: più raramente, i dronghi vellutati si cibano di piccoli vertebrati, e ancora più sporadicamente essi mangiano cibi di origine vegetale, come bacche e piccoli frutti maturi.

### Riproduzione
Si tratta di uccelli monogami, la cui stagione degli amori sembrerebbe cadere in maggio-giugno e in ottobre-febbraio, sebbene sia verosimile che essi siano in grado di riprodursi durante tutto l'anno e presentino picchi riproduttivi durante questi ude periodi. Durante la stagione riproduttiva, le coppie divengono più aggressive del solito, aggredendo enza alcuna paura intrusi anche molto più grandi di loro al fine di scacciarli dalle vicinanze del sito di nidificazione.
Il nido è a forma di coppa e viene costruito alla biforcazione della parte distale del ramo di un albero, intrecciando fibre vegetali a formare una struttura molto sottile e fragile: alla costruzione del nido collaborano ambedue i partner, che si alternano nella cova delle 2-4 uova e nell'allevamento dei nidiacei, i quali, ciechi ed implumialla schiusa, s'involano a circa tre settimane di vita e si rendono completamente indipendenti un mese dopo l'involo.

## Distribuzione e habitat
Il drongo vellutato popola l'Africa centrale e occidentale, popolando un'area compresa fra la Sierra Leone sud-orientale e l'estremo sud del Sudan del Sud, a sud fino all'Angola centro-settentrionale attraverso la fascia costiera della Guinea (Guinea meridionale, Liberia, Costa d'Avorio, Ghana, Togo, Benin e Nigeria meridionali), il Camerun centro-meridionale, l'estremità sud-occidentale della Repubblica Centrafricana, il Rio Muni, Gabon, Congo-Brazzaville, Congo-Kinshasa centro-occidentale e settentrionale, Uganda sud-occidentale e Kenya occidentale (Kakamega): la specie è inoltre presente sulle isole di Bioko e Príncipe, lungo la linea vulcanica del Camerun nel Golfo di Guinea.
L'habitat di questi uccelli è rappresentato dalle aree alberate non eccessivamente fitte e con presenza di radure o spiazzi erbosi più o meno estesi, dimostrandosi particolarmente adattabile a una varietà di ambienti soprattutto in ambiente insulare.

## Tassonomia
Se ne riconoscono tre sottospecie:
- Dicrurus modestus atactus Oberholser, 1899 - diffusa nella porzione nord-occidentale dell'areale occupato dalla specie, dalla Sierra Leone alla Nigeria;
- Dicrurus modestus coracinus Verreaux, J. & Verreaux, É, 1851 - diffusa nella porzione centro-meridionale dell'areale occupato dalla specie, dalla Nigeria all'Angola nord-occidentale (compresa Bioko), ad est fino al Kenya;
- Dicrurus modestus modestus Hartlaub, 1849 - la sottospecie nominale, endemica di Príncipe;

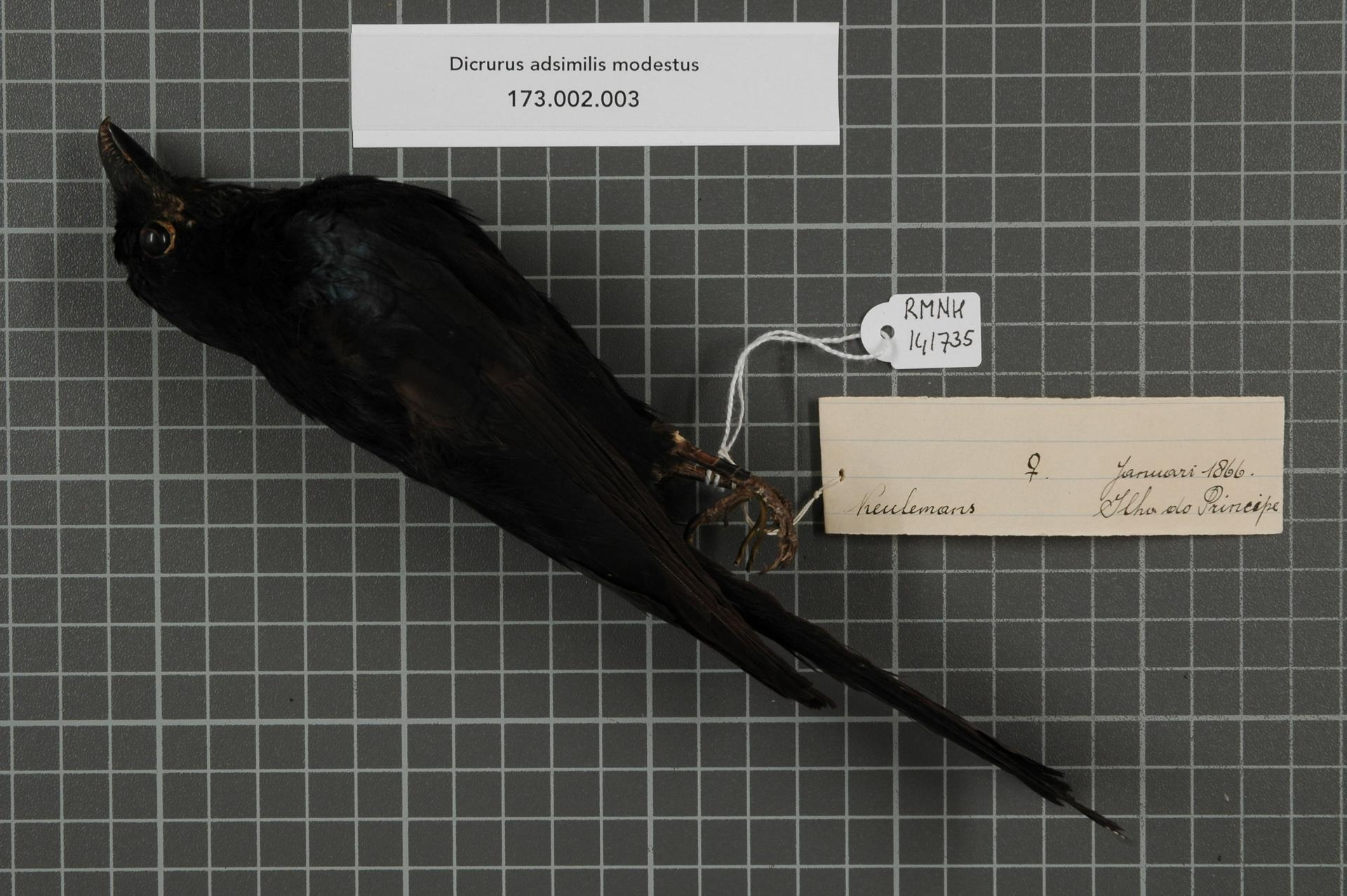
Esemplare impagliato della sottospecie nominale.
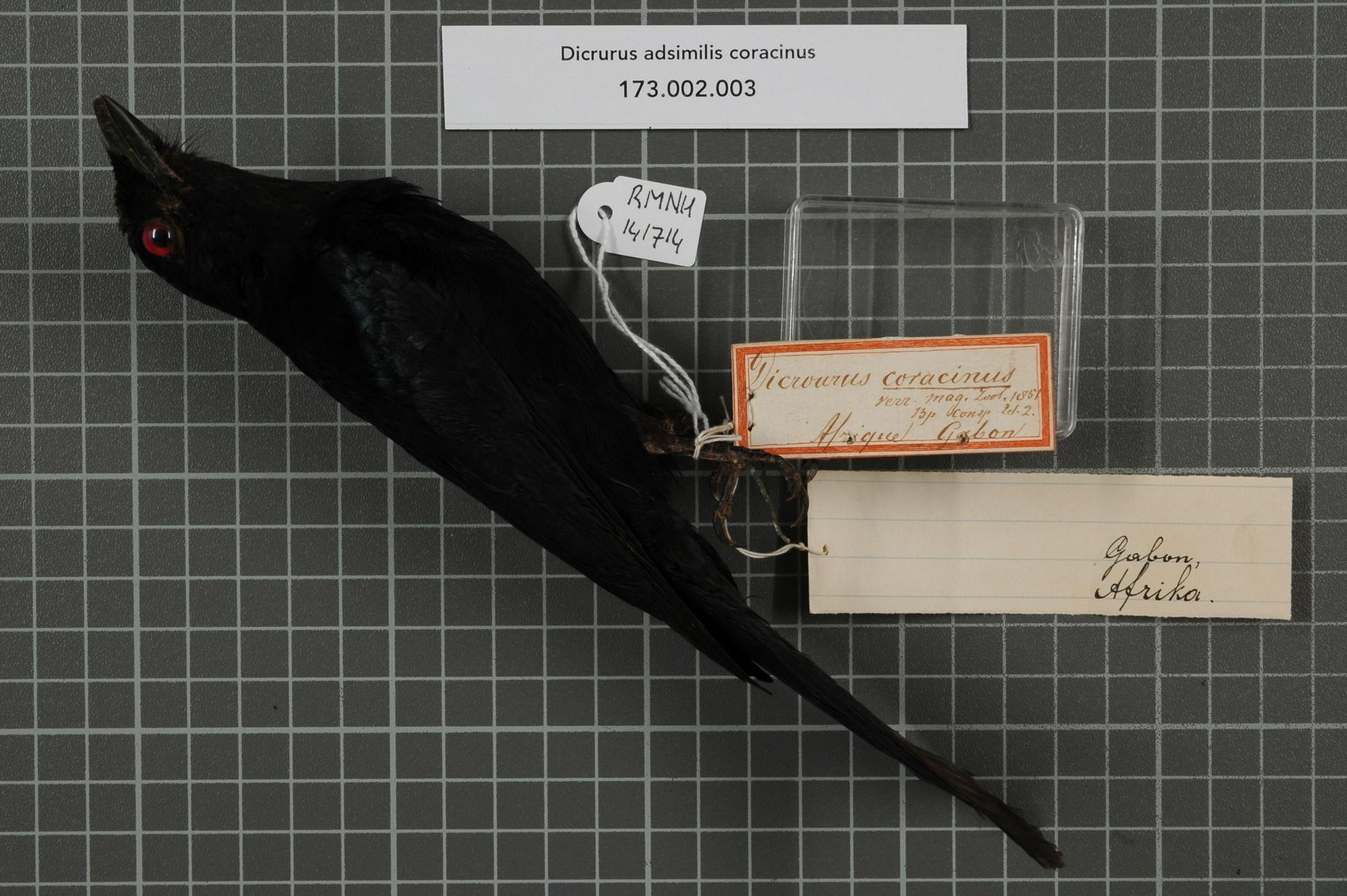
Esemplare impagliato della sottospecie coracinus.
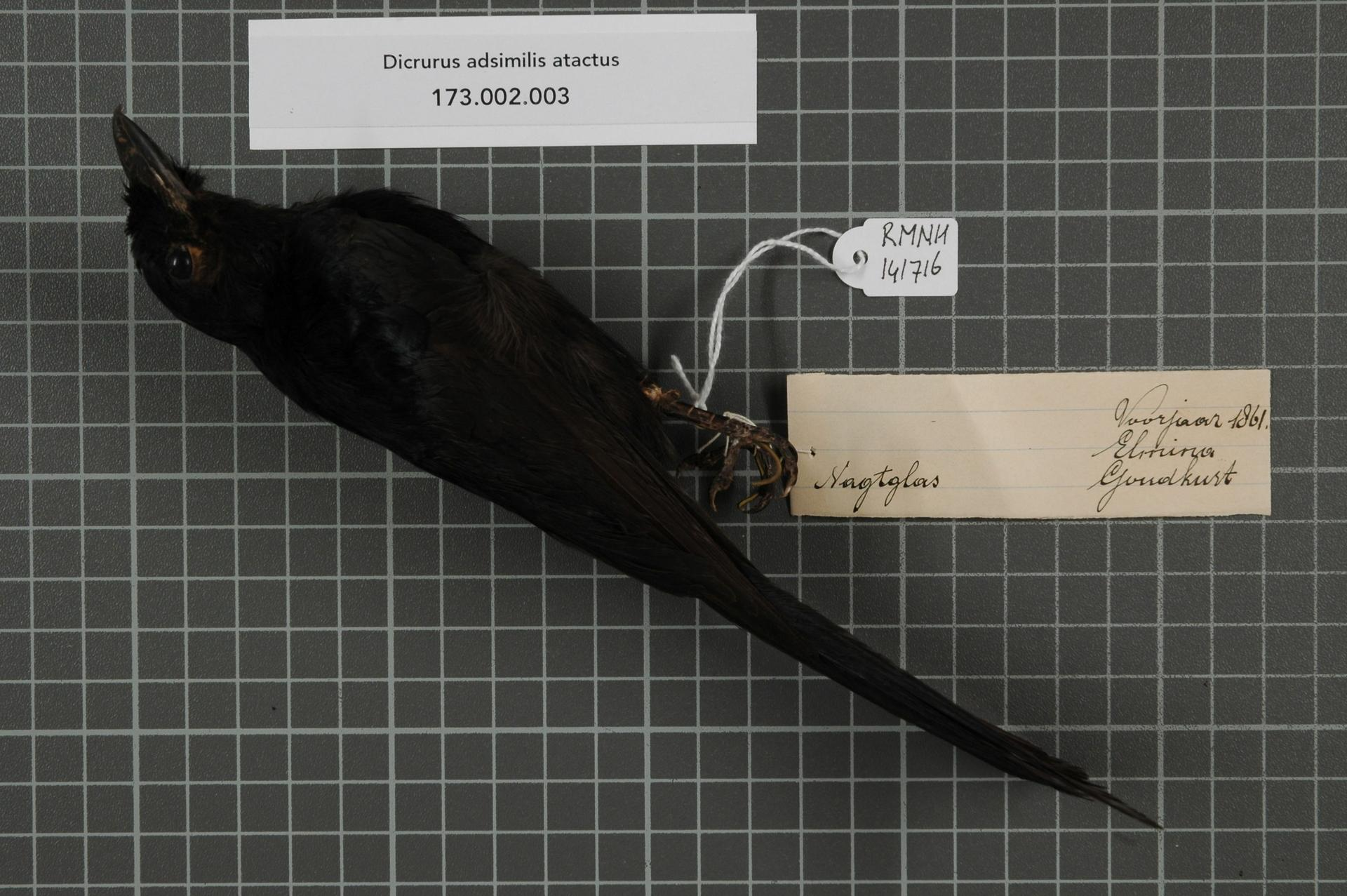
Esemplare impagliato della sottospecie atactus.

Alcuni autori riconoscerebbero inoltre una sottospecie ugandensis, sinonimizzata con coracinus.

In passato il drongo vellutato veniva accorpato al drongo codaforcuta, tuttavia le due specie presentano differenze a livello di richiami e di ecologia, non ibridandosi o facendolo molto raramente nelle aree in cui si trovano in simpatria (in passato la sottospecie atactus veniva considerata appunto un ibrido fra la sottospecie coracinus e la sottospecie divaricatus del drongo codaforcuta): sempre in base alle vocalizzazioni, alcuni autori riterrebbero opportuno separare la sottospecie nominale dalle altre due.